# Yannis Letard
Yannis Letard (* 18. August 1998 in Saint-Herblain) ist ein französischer Fußballspieler, der für Französisch-Guayana aufläuft.

## Karriere

### Verein
Letard begann mit dem Fußballspielen in der Jugend des EA Guingamp. Nachdem er für die zweite Mannschaft seines Heimatvereins erste Pflichtspiele im Seniorenbereich absolviert hatte, wechselte er im Sommer 2018 nach Deutschland zum Drittligisten VfR Aalen und spielte in der Saison 2018/19 in acht Ligaspielen. Nach dem Abstieg des VfR Aalen wechselte Letard im Sommer 2019 zum Schweizer Erstligisten FC St. Gallen, bei dem er einen Zweijahresvertrag mit Option für ein weiteres Jahr unterschrieb. In zwei Spielzeiten in St. Gallen kam er zu 34 Einsätzen in der Super League.
Zur Saison 2021/22 wechselte Letard nach Österreich zum LASK, bei dem er einen bis Juni 2024 laufenden Vertrag erhielt. Anfang Mai 2022 zog sich Letard im Training einen Kreuzbandriss im linken Knie zu. Nach seiner Genesung kam Letard in der Saison 2023/24 ausschließlich für die Amateure des LASK zum Einsatz. Nach der Saison 2023/24 verließ er Linz und war für über ein halbes Jahr ohne Verein, ehe er sich im Februar 2025 dem französischen Amateurverein USSA Vertou anschloss.

### Nationalmannschaft
Im Oktober 2023 debütierte Letard in der CONCACAF Nations League gegen St. Vincent und die Grenadinen für die Nationalmannschaft von Französisch-Guayana.